# 황간 나들목
황간 나들목(Hwanggan IC)은 충청북도 영동군 황간면 마산리에 설치된 경부고속도로의 25번 교차로이다. 인근에 황간역 및 황간버스터미널이 있으며, 서울고속버스터미널 및 구미종합터미널에서 출발하는 고속버스 중 황간 경유 차량은 나들목 인근 고속도로변 간이정류장에서 승·하차한다.

## 연혁
- 1970년 7월 7일 : 경부고속도로 대전 ~ 대구 구간 개통에 따라 영업 개시[1]
- 2001년 9월 28일 : 경부고속도로 영동 ~ 김천 구간 왕복 6차로 확장 공사로 나들목 이설을 위해 충청북도 영동군 황간면 마산리에 황간도시계획시설 교통광장으로 황간 나들목을 고시[2]

## 구조물 정보
1970년 개통 당시에는 다이아몬드 형태였으나 2006년 경부고속도로 확장 개통과 함께 지금과 같은 트럼펫형으로 변경되었다.
- 위치: 충청북도 영동군 황간면 마산리
- 영업소: 충청북도 영동군 황간면 영동황간로 1516-81

## 접속하는 도로
- 영동황간로
- 간접 연결 : 국도 제4호선 (난계로, 마산 교차로 이용), 지방도 제901호선 (황간로, 옥포삼거리 이용)

## 교통량 정보
| 요금소        | 통행량 (대/일) | 통행량 (대/일) | 통행량 (대/일) | 통행량 (대/일) | 통행량 (대/일) | 통행량 (대/일) | 통행량 (대/일) | 통행량 (대/일) | 통행량 (대/일) | 통행량 (대/일) | 각주  |
| 요금소        | 2001년         | 2002년         | 2003년         | 2004년         | 2005년         | 2006년         | 2007년         | 2008년         | 2009년         | 2010년         | 각주  |
| ------------- | -------------- | -------------- | -------------- | -------------- | -------------- | -------------- | -------------- | -------------- | -------------- | -------------- | ----- |
| 황간 (폐쇄식) | 1,479          | 1,559          | 1,706          | 1,553          | 1,466          | 1,417          | 1,368          | 1,374          | 1,452          | 1,536          | [ 3 ] |
| 요금소        | 2011년         | 2012년         | 2013년         | 2014년         | 2015년         | 2016년         | 2017년         | 2018년         | 2019년         |                | [ 3 ] |
| 황간 (폐쇄식) | 1,562          | 1,535          | 1,601          | 1,679          | 1,777          | 1,844          | 1,796          | 1,837          | 1,882          |                | [ 3 ] |

## 같이 보기
- 황간버스터미널